# Palazzo dell'Antella
Pour les articles homonymes, voir Antella.
Le Palazzo dell'Antella ou degli Antellesi est un palais florentin situé sur la face sud de la  piazza Santa Croce, précisément au numéro 21.

## Histoire
Remanié au cours des siècles, son plus gros développement se situe pendant la seconde moitié du Cinquecento : propriété Del Barbigia, un étage supplémentaire lui fut ajouté, avec une mezzanine, et les supports en bois (sporti) de son encorbellement furent remplacés par quatorze appuis en pierre, un remaniement probablement dû à un architecte de l'entourage de Baccio d'Agnolo.
Au début du  Seicento, par la dot de sa femme Costanza del Barbigia, le palais passe au sénateur Niccolò dell'Antella, qui en profite pour acquérir le bâtiment le jouxtant pour lui donner une allure unifiée.
Les Dell'Antella s'éteignant à la fin du XVIIe siècle, le palais passe aux mains des Della Stuffa, aux Mariani, aux Dal Borgo, aux Lotteringhi Della Stufa et, enfin, aux  Cinelli, qui, en 1925, font restaurer la façade sous le contrôle d'Amedeo Benini.

## Architecture
La partie la plus remarquable est manifestement sa décoration d'art grotesque  de l'intégralité de la surface de la façade remplie  de figures allégoriques, de putti, d'éléments végétaux, d'arabesques.
On y trouve également des représentations des  Virtù e Divinità (1619-1620) qui furent exécutées en peu de semaines par une trentaine  d'artistes dirigés par  Giovanni da San Giovanni, sur les cartons de l'architecte  Giulio Parigi. Parmi eux on compte Domenico Passignano, Matteo Rosselli,  Fabrizio Boschi.
Un jardin médiéval, dans une des cours intérieures, comporte une vasque en marbre et une statue de  Giambologna.
Un disque de marbre daté du 10 février 1565, près de la troisième fenêtre de gauche du palais, signale la partie réservée au jeu du calcio florentin qui s'y déroulait dès le Moyen Âge.

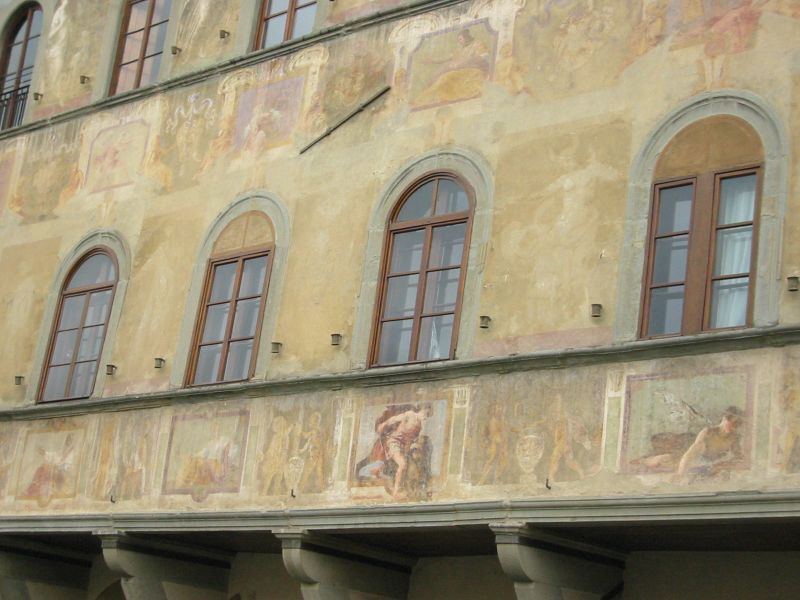
Fresque de la façade.
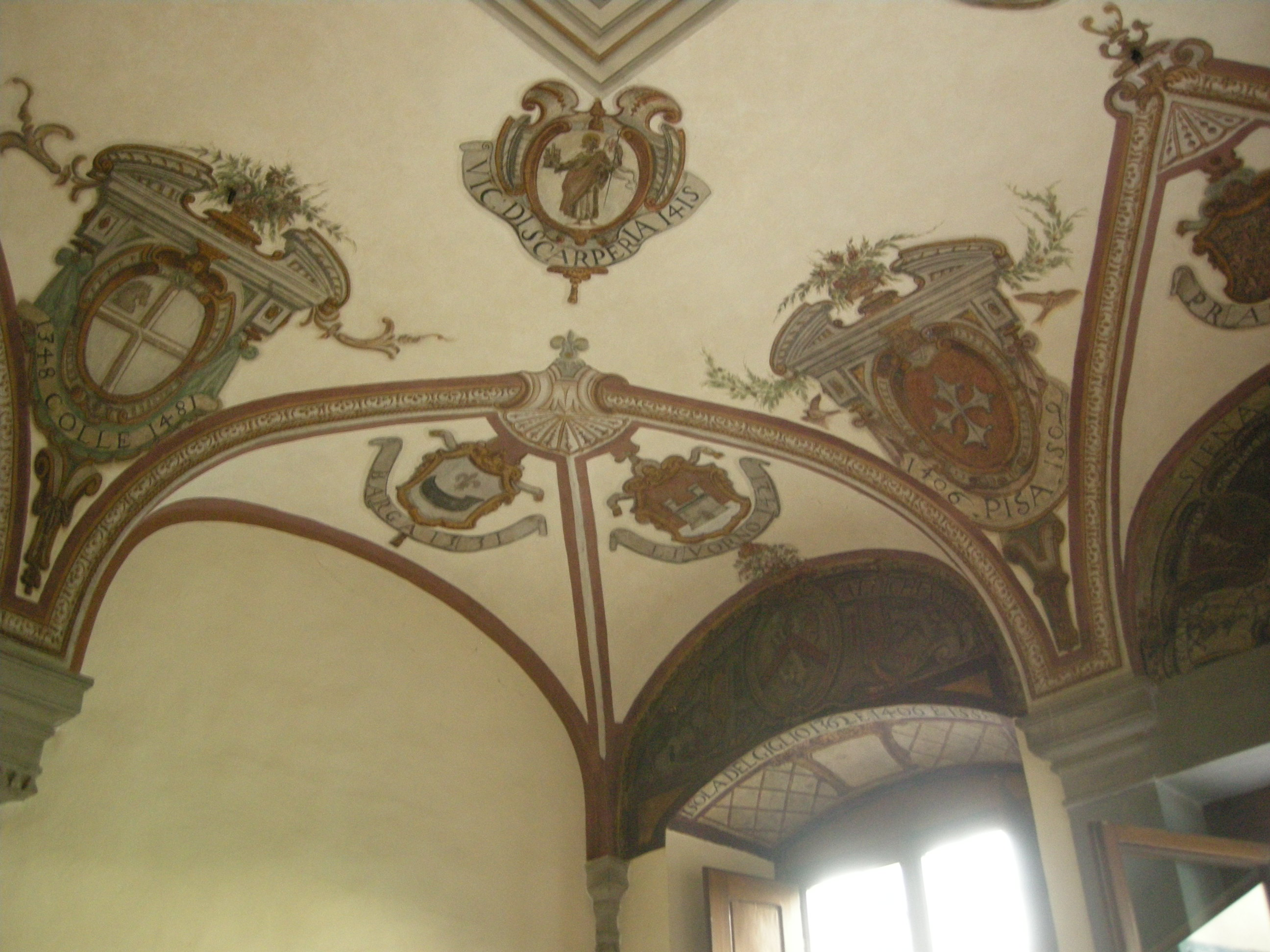
… des plafonds intérieurs.
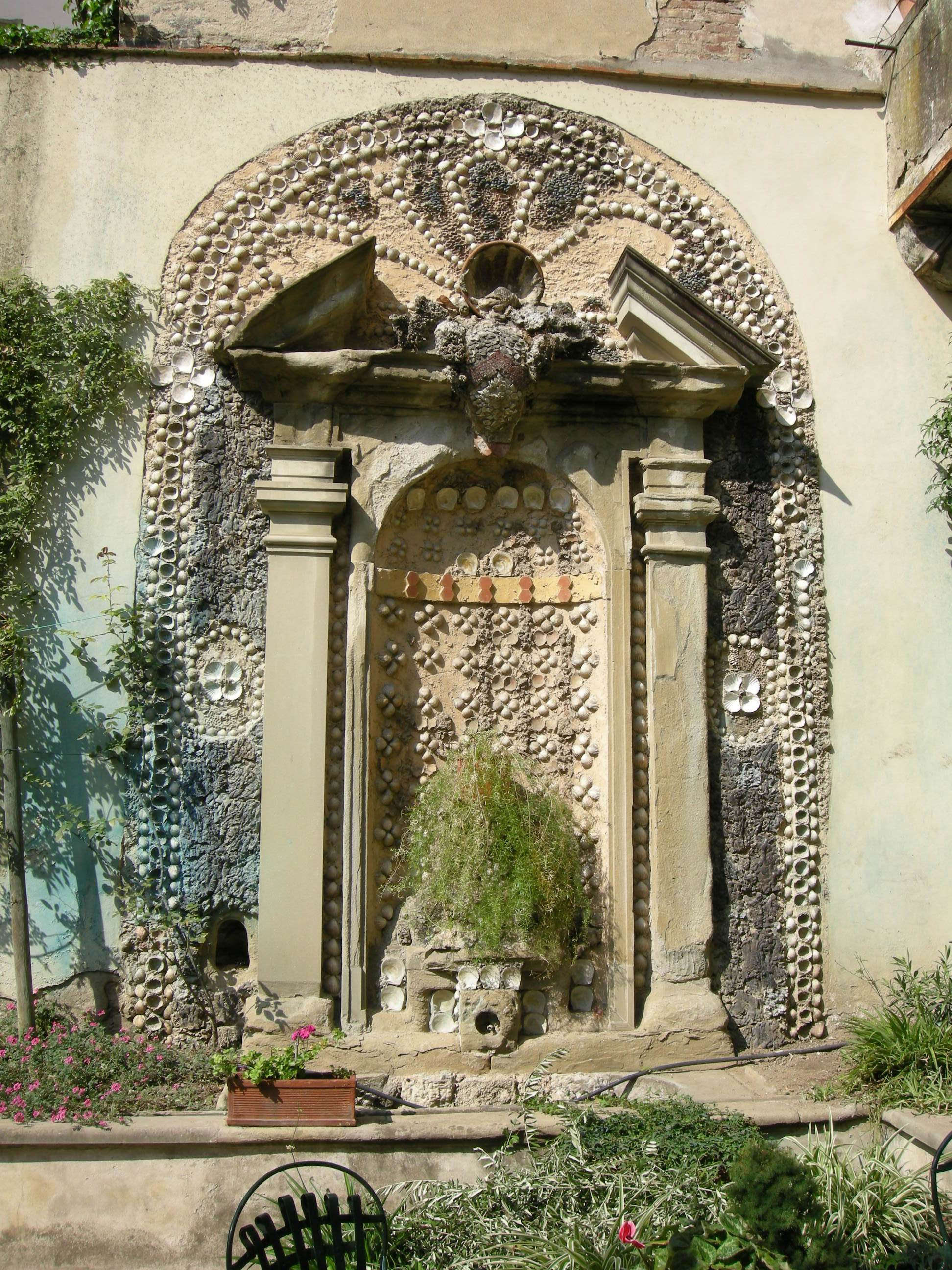
Fontaine du jardin.